# Place de la Cathédrale (Liège)
Pour les articles homonymes, voir Place de la Cathédrale.
La place de la Cathédrale (appelée communément place Cathédrale par les Liégeois) est une place liégeoise du quartier administratif du Centre. Elle doit son nom à la cathédrale Saint-Paul de Liège devant laquelle elle se situe.

## Historique
Avant la destruction de la cathédrale Saint-Lambert, la place était baptisée Place Devant-Saint-Paul. À la suite de cette destruction, la collégiale Saint-Paul devient cathédrale en 1802 et la place est renommée en conséquence place de la Cathédrale. 
L'ancienne église Saint-Martin-en-Île se trouvait à l'angle de la rue Saint-Martin-en-Île (du côté droit en entrant dans la rue en venant de la place de la Cathédrale). Elle avait été bâtie en 1037 sous Réginard et démolie en 1798.
En 1918, les autorités communales changèrent l’appellation de la place en Place du Roi Albert, mais ce nouveau nom n'eut pas de succès auprès de la population et la place retrouva son nom.
Cette place fut le terminus provisoire de la ligne 27 de trolleybus.
Fin juin 2020, les rues au nord et à l'ouest sont piétonnisées, celle à l'est l'étant déjà depuis 1976.

## Description
Très conviviale (brasseries et terrasses, parterres fleuris), elle doit sa popularité à sa situation au sein de la zone piétonne et à sa proximité du Carré.
Des travaux sont prévus pour déplacer le parterre central et relier la place au Vinâve d'Île.

## Événements
En décembre, la patinoire du Village de Noël de Liège s'installe sur la place et s'entoure de chalets proposant divers produits de bouche.

## Rues adjacentes
- Rue de la Cathédrale
- Rue Charles Magnette
- Rue Pont d'Avroy
- Rue Saint-Martin-en-Île
- Rue Saint-Paul
- Rue Tournant-Saint-Paul
- Vinâve d'Île

## Curiosités
- La cathédrale Saint-Paul classée au patrimoine immobilier de la Région wallonne